# Dark on Fire
Dark On Fire is het vierde studioalbum van Turin Brakes. Het werd op 17 september 2007 uitgegeven door Source UK.
Het is het eerste album waarop de liveband van Turin Brakes, bestaande uit Rob Allum (drums), Eddie Myer (basgitaar) en Phil Marten (keyboard), bij elk liedje meespeelt. De muzikale productie werd verzorgd door Ethan Johns, die tevens het drumspel voor zijn rekening neemt in het liedje "Dark on Fire".
Twee van de liedjes werden uitgebracht als aparte muziekdownloads, te weten "Stalker" (met op de B-kant een akoestische versie) op 10 september 2007 en "Something in My Eye" (met de op B-kant een vertolking van Cat Stevens' "Here Comes My Baby", die bij de bandleden thuis werd opgenomen) op 14 januari 2008.
In Groot-Brittannië werd het album voorzien van een ep als bonus, getiteld Something Out of Nothing. Hierop staan de liedjes die het album niet haalden.

## Tracklist
| Nr. | Titel               | Duur |
| --- | ------------------- | ---- |
| 1.  | Last Chance         | 4:39 |
| 2.  | Ghost               | 3:28 |
| 3.  | Something in My Eye | 4:33 |
| 4.  | Stalker             | 3:49 |
| 5.  | Other Side          | 5:06 |
| 6.  | Dark on Fire        | 4:46 |
| 7.  | Real Life           | 2:55 |
| 8.  | For the Fire        | 4:14 |
| 9.  | Timewaster          | 2:57 |
| 10. | Bye Pod             | 4:58 |
| 11. | Here Comes the Moon | 3:00 |
| 12. | New Star            | 4:19 |

| Nr. | Titel           | Duur |
| --- | --------------- | ---- |
| 13. | Loopa           | 4:29 |
| 14. | Invisible Boy   | 4:03 |
| 15. | Brave New World | 3:27 |
| 16. | Capsule         | 4:07 |
| 17. | Eveready        | 2:55 |